# 1999 en Grèce
Chronologie de la Grèce
- 1995
- 1996
- 1997
- 1998
- 1999
- 2000
- 2001
- 2002
- 2003

Cette page concerne les évènements survenus en 1999 en Grèce  :

## Évènement
- 8 février : Attaque du consulat général turc de Komotiní, par l'organisation Hawks of Thrace (en) (unique attentat).
- 13 juin : Élections européennes.
- 7 septembre : Séisme d'Athènes (en) (bilan : 149 morts - 800 à 1600 blessés - 50 000 sans domicile).
- Classement du centre historique (Chorá) de Patmos, avec le monastère Saint-Jean-le-Théologien et la grotte de l'Apocalypse, ainsi que des sites archéologiques de Mycènes et de Tirynthe, au patrimoine mondial de l'Unesco.
- Diplomatie gréco-turque en cas de tremblement de terre (en).

## Cinéma - Sortie de film
- 12-21 novembre : Festival international du film de Thessalonique.
- L'Attaque de la moussaka géante
- La Cerisaie
- Le Charme discret des hommes
- Innocent
- Les Quatre Saisons de la loi

## Sport
- 21-23 mai : Organisation des championnats d'Europe de karaté à Chalcis, sur l'île d'Eubée.
- 23-26 septembre : Organisation des Championnats du monde de lutte gréco-romaine à Athènes.
- Championnat de Grèce de basket-ball 1999-2000 (en)
- Championnat de Grèce de football 1998-1999
- Championnat de Grèce de football 1999-2000
- Création de l'Open des seniors grecs (en), golf.
- Création des clubs de l'Academy Alexandros Kilkis F.C. (en), Ethnikos Alexandroupoli F.C. (en) (football) et AS Tríkala 2000 (basket-ball).

## Littérature
- Sortie du livre Le Sanatorium des exilés d'Ikaría.

## Création
- Agence de gestion de la dette publique (Grèce) (en)
- Coffee Island (en), chaîne de cafés (établissements).
- Dodekanisos Seaways (en), compagnie maritime.
- Front militant de tous les travailleurs, regroupement d'organisations syndicales.
- Front radical de gauche (en)
- Galerie musée Emfietzoglou (en), à Athènes.
- Galaxy Airways (en), compagnie aérienne.
- In.gr (en), site Internet d'information.
- Les libéraux (en), parti politique.
- Ligne de front (en)
- Musée archéologique de Drama (en)
- Parc national marin de Zante
- Sport Week (en), journal.
- Technopolis (Gazi) (en), musée industriel.

### Musique
- Memorain (en)
- ONE
- Sleaszy Rider Records, label.
- Sorrowful Angels (en)

### Télévision
- Alpha TV, chaîne de télévision.
- Smile TV (en)

## Dissolution
- Air Greece (en), compagnie aérienne.
- Banque d'Athènes (en)
- Banque de Crète (en)

## Naissance
- Athanásios Ghavélas, athlète handisport.
- Panayótis Kalaïtzákis, basketteur.
- Yórgos Kalaïtzákis, basketteur.
- Argýris Kampetsís, footballeur.
- Emmanouíl Karalís, athlète (saut à la perche).
- Antónis Stergiákis, footballeur.

## Décès
- Freddy Germanos, journaliste, écrivain, producteur et animateur de télévision.
- Antónios Katináris, compositeur et musicien.
- Geórgios Papadópoulos, Premier ministre, régent de Grèce.
- Níkos Rízos, acteur.